# رابرت ال. متکالف
رابرت لی متکالف (۱۳ نوامبر ۱۹۱۶–۱۱ نوامبر ۱۹۹۸) یک حشره‌شناس آمریکایی، سم شناس محیطی و بوم‌شناس شیمیایی حشرات بود. متکالف به خاطر دستیابی به آفت کش بی‌ضرر مورد توجه قرار گرفت.
متکالف عضو آکادمی ملی علوم، عضو آکادمی علوم و هنرهای آمریکا، عضو شورای تحقیقات ملی، همکار و رئیس انجمن حشره‌شناسی آمریکا بود. وی عضو هیئت مشاوره آفت کش‌های سازمان حفاظت از محیط زیست ایالات متحده آمریکا بود. مرکز ملی اطلاعات بیوتکنولوژی متکالف را یکی از برجسته‌ترین حشره شناسان قرن بیستم نامید. مطبوعات آکادمی‌های ملی وی را با نفوذترین حشره‌شناس قرن بیستم خواندند. دانشگاه فلوریدا او را یک دانشمند و مربی درخشان خواند.

## جوایز قابل توجه
- جایزه Cherubini، دانشگاه پیزا، ایتالیا، ۱۹۶۶[۵]
- جایزه چارلز تی اسپنسر، انجمن شیمی آمریکا، ۱۹۶۶
- جایزه ریاست دانشگاه برای برترین پژوهش، دانشگاه کالیفرنیا، ۱۹۶۷
- جایزه بین‌المللی شیمی برای سموم دفع آفات، انجمن شیمی آمریکا، ۱۹۷۲
- جایزه خدمات شایسته، انجمن پشه‌های آمریکا، ۱۹۷۶
- جایزه سیبا گیگی انجمن حشره‌شناسی آمریکا، ۱۹۷۷
- جایزه سخنران یادگار انجمن حشره‌شناسی آمریکا، ۱۹۷۸
- عضو افتخاری انجمن حشره‌شناسی آمریکا، ۱۹۷۹
- جایزه سخنران برجسته، دانشکده علوم زندگی، دانشگاه ایلینوی ،۱۹۷۹
- و...

## زندگی و حرفه
متکالف در کلمبوس، اوهایو به دنیا آمد. وی به ترتیب در سال‌های ۱۹۳۹ و ۱۹۴۰ از دانشگاه ایلینوی لیسانس و فوق لیسانس دریافت کرد. وی سپس مدرک دکترای خود را از دانشگاه کرنل در سال ۱۹۴۲ دریافت کرد. متکالف در سال ۱۹۴۸ به عضویت هیئت علمی دانشگاه کالیفرنیا، ریورساید درآمد. وی در سال ۱۹۶۸ به دانشگاه ایلینوی رفت.